# Nina Heglund
Nina Patricia Heglund (* 24. Juli 1993 in Oslo, Norwegen) ist eine norwegisch-britische Handballspielerin.

## Karriere
Heglund begann mit neun Jahren das Handballspielen beim norwegischen Verein Asker SK. Im Jahr 2006 wurde sie erstmals in der Damenmannschaft von Asker eingesetzt. Im Sommer 2011 zog es sie nach Großbritannien, um sich dort mit der britischen Nationalmannschaft auf die Olympischen Spiele vorzubereiten. Ab der Saison 2012/13 lief die Rückraumspielerin für den norwegischen Erstligisten Glassverket IF auf. In der Saison 2014/15 stand sie beim norwegischen Zweitligisten Flint Tønsberg unter Vertrag.
Nina Heglund gehört dem Kader der britischen Handballnationalmannschaft an. Sie gehörte zum britischen Aufgebot, das an den Olympischen Sommerspielen 2012 in London teilnahm.